# Равенштайн, Эрнст Георг
Эрнст Георг Равенштайн (нем. Ernst Georg Ravenstein; 30 декабря 1834, Франкфурт-на-Майне — 13 марта 1913, Хофхайм-ам-Таунус) — британский картограф, географ, статистик немецкого происхождения.

## Биография
Родился в Германии в семье картографов. В 1852 году стал учеником доктора географии Августа Петермана.
После переезда в Англию, Равенштайн стал натурализованным британским подданным и поступил на службу в Топографический отдел британского военного министерства, где работал в течение 20 лет (с 1855 по 1875).
Член советов Королевского статистического и Королевского Географического обществ Великобритании.
В 1882—1883 гг. занимал должность профессора географии в Бедфордском колледже в Лондоне.
Эрнст Георг Равенштайн — первый географ, получивший в 1902 золотую медаль Виктории Королевского географического общества за исследования в области географии.
Его статистические прогнозы высоко ценились и использовались в качестве основы для официального планирования в тот период времени.
Равенштайн в 1880 году создал теорию миграции населения, составляющую до сих пор основу современной теории миграции. Он изучал взаимосвязь между расстояниями и различными типами мигрантов, указав при этом на то, что женщины чаще, чем мужчины, склонны мигрировать в страны их рождения, но реже, чем мужчины — покидать страну своего рождения.
В своей работе «Systematic Atlas» (1884) изложил новые идеи о методах обучения в картографии. Его карта Экваториальной Африки(Map of Equatorial Africa) (1884) являлась лучшей картой этой части Африканского континента того времени.
В 1861 Равенштайн стал основателем «Германского гимнастического общества» в Лондоне. Был членом-основателем Национальной олимпийской ассоциации (1866).
Хотя он и провёл большую часть своей сознательной жизни в Англии, умер на родине в Германии 13 марта 1913 года.

## Избранные научные труды
- «The Russians on the Amur» (Лондон, 1861)[2],
- «The laws of migration» (Лондон, 1876),
- «Geographie und Statistik des britischen Reichs» (в «Handbuch der Geographie», Wappäus, Лейпциг, 1862),
- «London» (Meyers «Reisebücher», III изд., 1876),
- карты Африки и Америки в «Handatlas» Мейера,
- «A map of Eastern Equatorial Africa» на 25 листах (1883),
- «Philip’s Systematic Atlas» (1884),
- «A Life’s Work» (1908)
- «Handy Volume Atlas» (1895)
- «Vasco da Gama's First Voyage» (1898)
- «Martin Behaim, his Life and his Globe» (1908)

и др.